# Ursuppe
Ursuppe (« soupe primordiale » en allemand) est un jeu de société créé par Doris Matthäus et Frank Nestel.

## Extension
Il existe une extension : Ursuppe : Frisch Abgeschmeckt.